# Osaka University of Foreign Studies

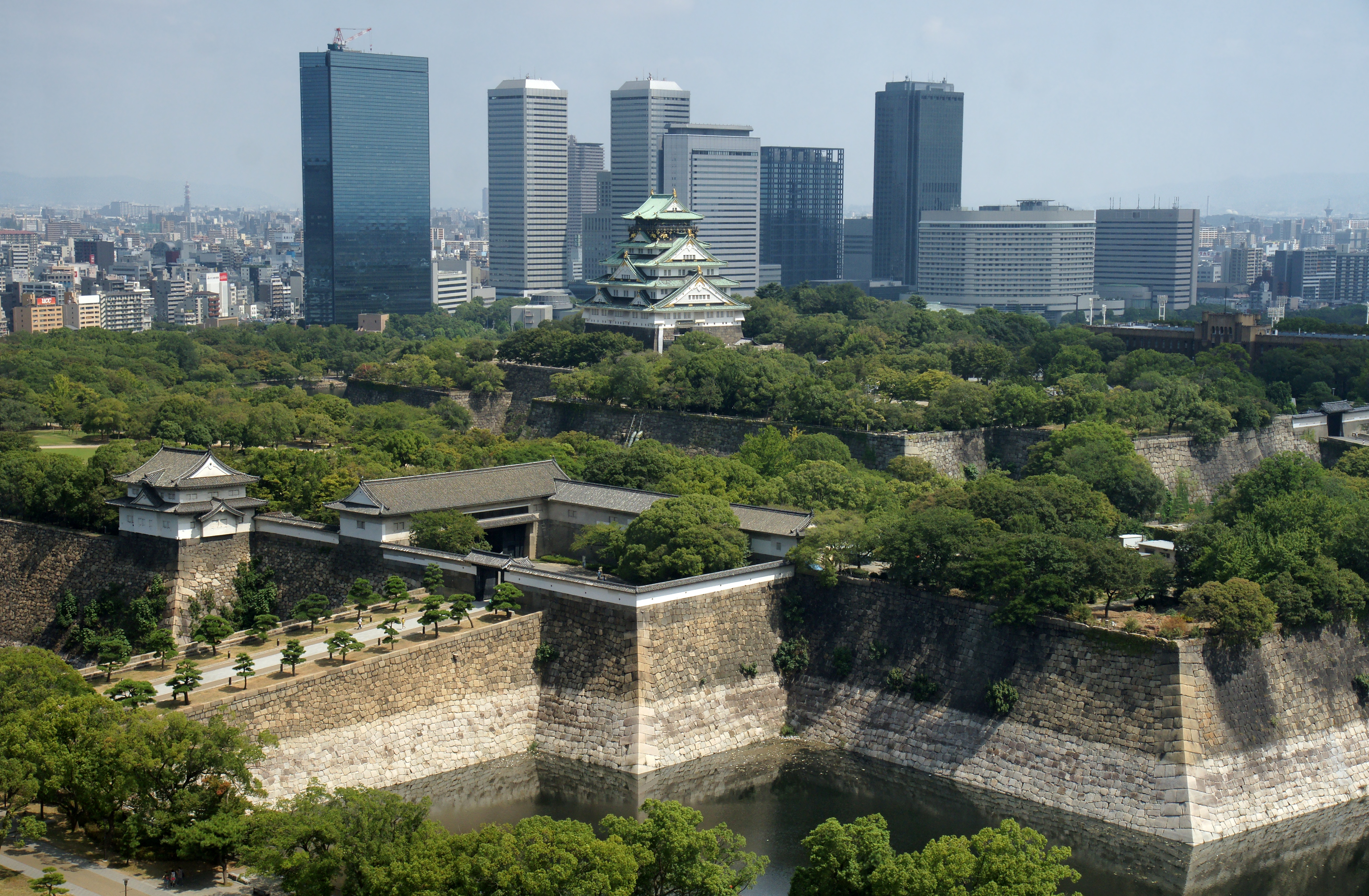
Zamek Osaka

Osaka University of Foreign Studies (jap. 大阪外国語大学 Ōsaka Gaikokugo Daigaku; w skrócie: 大阪外大 – Ōsaka Gaidai; 阪外大 – Hangaidai; 阪外 – Hangai; 大外大 – Daigaidai) – utworzona w 1921 roku japońska uczelnia, która prowadzi edukację oraz badania języków świata i ich związków z kulturą. W roku 2007 została włączona do Osaka University. W skonsolidowanym Uniwersytecie działa „School of Foreign Studies, Osaka University”.   

## Historia Uczelni
Za datę utworzenia „School of Foreign Studies” (SFS) uznaje się rok 1921, w którym otwarto „Osaka School of Foreign Languages” (Uehonmachi 8-chome, Tennoji-ku, Osaka City). Uczelnia powstała dzięki prywatnej dotacji japońskiej bizneswoman – Choko Hayashi (1873–1945), w wysokości miliona jenów. W kwietniu 1944 szkołę przemianowano na „Osaka College of Foreign Affairs”. 
W 1949 roku, po wejściu w życie ustawy o rejestracji uczelni państwowych, na bazie SFS powołano „Osaka University of Foreign Studies” (OUFS). Był wówczas jednym z dwóch tego typu uniwersytetów w Japonii. 
Początkowo OUFS kształcił w zakresie obejmującym 12 języków świata (włącznie z japońskim). W czasie ponad 50. lat działalności Uczelni ich liczba wzrosła do 25.
W październiku 2007 roku Uczelnia została połączona z „Osaka University”. 
Po integracji kształcenie językowe jest prowadzone według zmodyfikowanych programów studiów (wydziały: „Department of International Studies” i „Department of Area Studies”). Badania są kontynuowane w „Research Institute for World Languages”.
Kalendarium
1921 – założenie „School of Foreign Languages”
1922 – ceremonia otwarcia Szkoły
1944 – zmiana nazwy na „Osaka College of Foreign Affairs”
1945 – spalenie wielu budynków szkoły, z wyjątkiem biblioteki, w czasie II wojny światowej
1946 – przeniesienie szkoły do Takatsuki City, Osaka Prefecture (budynki administracji: 8-chome, Uehonmachi, Tennoji, Osaka)
1949 – rejestracja uniwersytetu państwowego „Osaka University of Foreign Studies”
1951 – likwidacja „Osaka College of Foreign Affairs”
1959 – rejestracja „Junior College of Osaka University of Foreign Studies” (kurs wieczorowy)
1965 – rejestracja uniwersyteckiej szkoły wieczorowej, „The University’s Night School” (wstrzymanie zapisów studentów do „Junior College”)
1969 – otwarcie studiów magisterskich w „Graduate School for Foreign Studies”
1972 – ceremonia 50. rocznicy istnienia Uniwersytetu
1979 – przeniesienie do 2734 Oaza Aomatani, Minoo City
1981 – uroczystości z okazji ukończenia budowy nowych budynków Uniwersytetu
1993 – zamknięcie szkoły dziennej i wieczorowej i otwarcie  wydziałów: „Department of International Studies” i „Department of Area Studies”
2004 – inauguracja „Osaka University of Foreign Studies, Inc.”
2006 – zawarcie umowy w sprawie integracji „Osaka University of Foreign Studies” z „Osaka University”
2007 – inauguracja roku akademickiego na „Osaka University” (po konsolidacji obu uczelni) 

2008 – rozpoczęcie zapisów do „School of Foreign Studies, Osaka University”